# 5039 Rosenkavalier
5039 Rosenkavalier este un asteroid din centura principală de asteroizi.

## Descriere
5039 Rosenkavalier este un asteroid din centura principală de asteroizi. A fost descoperit pe 11 aprilie 1967 la Tautenburg de Freimut Börngen. Asteroidul prezintă o orbită caracterizată de o semiaxă mare de 3,02 ua, o excentricitate de 0,05 și o înclinație de 11,4° în raport cu ecliptica.